# 人生の三段階と死
『人生の三段階と死』(じんせいのさんだんかいとし、英: The Three Ages of Man and Death) は、ドイツの画家ハンス・バルドゥングによって1541年から1544年の間に制作されたカンヴァスの油彩画である。マドリードのプラド美術館に所蔵されている。
この作品は、美の儚さと人間の生命のもろさをほのめかす寓話的な絵画である。砂時計と壊れた槍を持つ「死」は、すでに若い女性にしがみついている老婆の腕を取っている。赤子が地面に寝ているが、赤子もまた「死」と槍によって繋がれている。下の背景には地獄の描写があるが、砂時計の上の聖体と天に現れる十字架上のキリストが信仰による救済を表している。地獄と救済は、死後の人生の相反するビジョンを表しているのである。左下のフクロウは、罪の結果を警告する知恵の象徴である。
『人生の三段階と死』は、ハンス・バルドゥングによる同様のテーマをもつ一組の絵画の一部で、他の絵画は、『女性の人生の三段階と死』(ウイーン美術史美術館)と『三美神』(プラド美術館) である。

## 関連作品

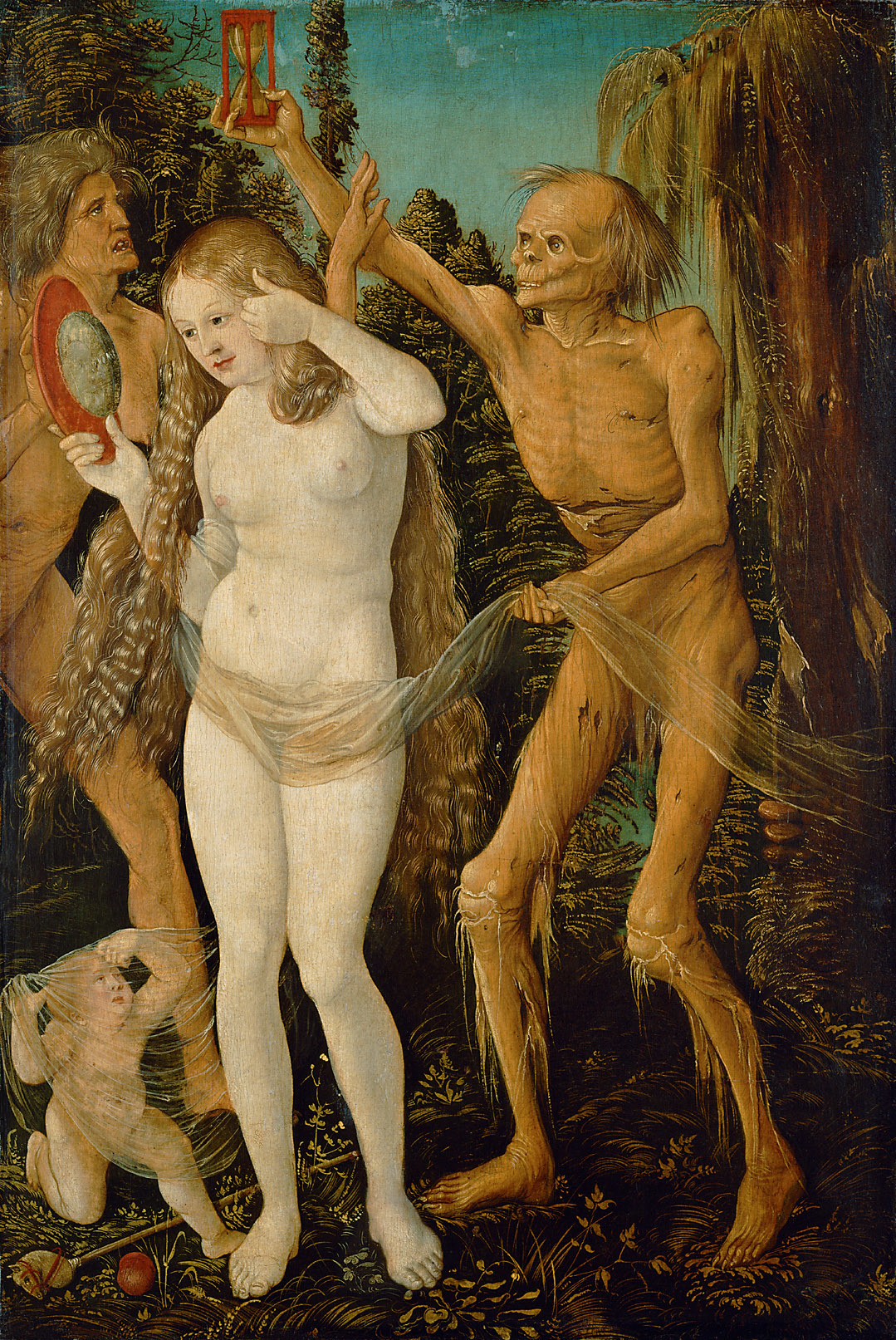
ハンス・バルドゥング 『女性の人生の三段階と死』（ウイーン美術史美術館）
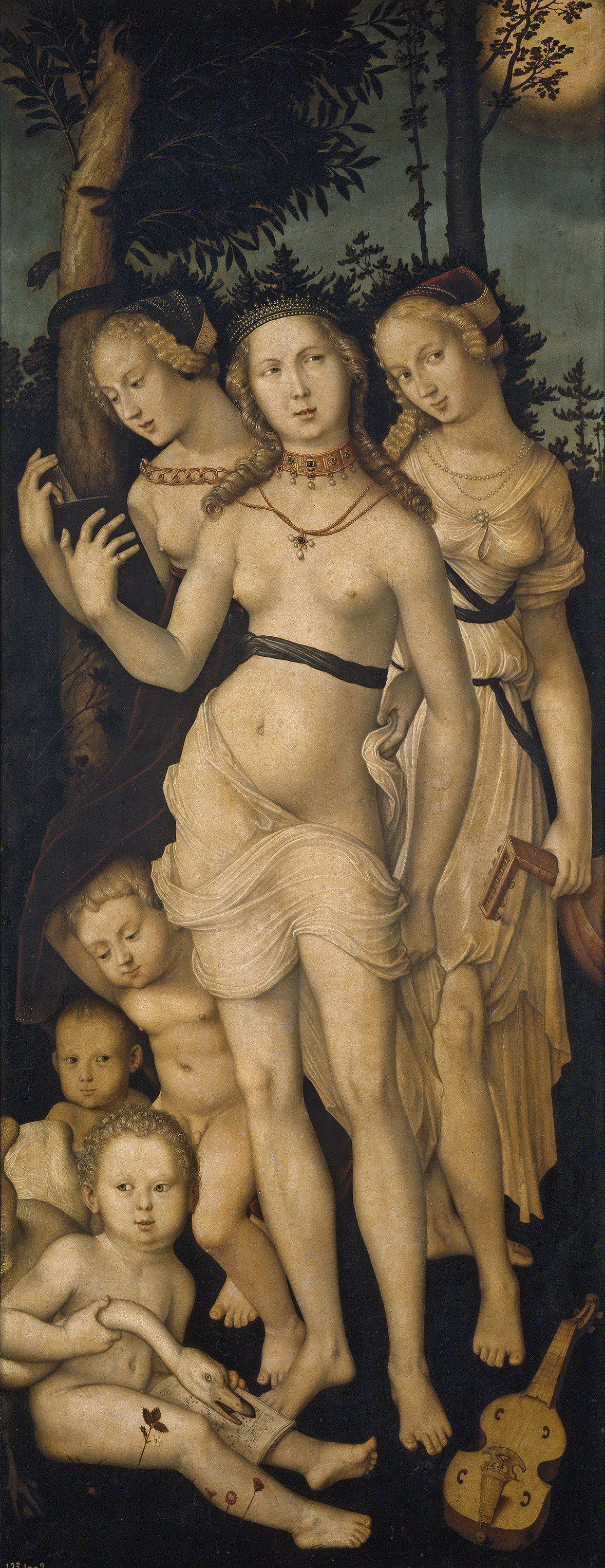
ハンス・バルドゥング 『三美神』(プラド美術館）